# ناهیکاری گارسیا
ناهیکاری گارسیا (انگلیسی: Nahikari García؛ زادهٔ ۱۰ مارس ۱۹۹۷) بازیکن فوتبال اهل اسپانیا است.
از باشگاه‌هایی که در آن بازی کرده‌است می‌توان به باشگاه فوتبال زنان رئال سوسیداد و باشگاه فوتبال رئال مادرید اشاره کرد.
وی همچنین در تیم‌های ملی فوتبال Spain women's national under-17 football team, Spain women's national under-19 football team, Basque Country women's national football team, Spain women's national under-20 football team، و زنان اسپانیا بازی کرده‌است.